# Хутас, Сергей Евгеньевич
Сергей Евгеньевич Хутас (р. 20 марта 1974, Ташкент) — музыкант, композитор, аранжировщик
.
Выпускник Набережно-Челнинского училища искусств по классу академического контрабаса (1996) и эстрадно-джазового отделения Российской Академии Музыки им. Гнесиных (2001).
Начал играть в 1993 году в ансамбле саксофониста Александра Колигера в Набережных Челнах.
Лауреат 1-й премии Всероссийского конкурса молодых джазовых исполнителей (2001) в Ростове-на-Дону.
Выступал вместе с Игорем Бутманом, Игорем Брилем, Евгением Борцом, Андреем Кондаковым, Рэнди Брекером (англ.), Ричи Коулом, Бобби Уотсоном, Уинтоном Марсалисом, Джо Локом, Лью Табакиным и другими.
В составе «Трио Сергея Хутаса» (Сергей Хутас — контрабас, Роман Дмитриев — клавишные, Давид Ткебучава — барабаны) работает с Екатериной Гусевой, Варварой Визбор.
Постоянный участник «Оркестра Креольского Танго» Андрея Макаревича и проекта «Песни Нашего Века».

### Дискография
- Сергей Хутас. Москвa… Heбо (2012, Art Beat Music)
- Сергей Хутас. Time — Время (2018, Hutas Music)
- Сергей Хутас. August-Август (2024, Hutas Music)